# Чернигов-Арена
Стадион «Чернигов-Арена» — футбольный стадион в городе Чернигов. Вмещает 500 зрителей. Домашняя футбольная арена ФК «Чернигов», а также юниорской и молодежной команд  «Десны».

## Описание стадиона
Стадион «Чернигов-Арена» расположен в городе Чернигов в микрорайоне ЗАЗ по адресу ул. Кольцевая, 2а. Состоит из футбольного поля с искусственным покрытием, административного здания с раздевалками и душевыми, помещения для тренеров, клубного офиса, а также парковки. Искусственное поле с трибунами на 300 зрителей, обнесенное ограждением. Функционирует система сбора дождевой воды, солнечные панели и система отопления. Работает детский спортзал, спортивный магазин и клубный музей. Доступный интернет на всей территории стадиона . Также функционируют две мини-футбольных площадки и одна мультиспортивная (можно заниматься баскетболом, теннисом и волейболом).

## История создания
В 2012 году руководство черниговского клуба начало поиски земельного участка для постройки стадиона в черте города. В июне 2014 года исполком Черниговского городского совета утвердил Подробный план территории спортивно-оздоровительного комплекса, который должен был быть построен в районе пересечения улицы Кольцевой и проспекта Мира. Под вышеуказанный проект выделили 17,28 га земли. Тогда же утвердили и рабочее название стадиона — «Чернигов-Арена». Земельный участок, выделенный под стадион, входит в фонд охранных земель. На ней находятся скважины, с которых горожанам подается вода, поэтому использовать земельный участок возможно было фактически только для построения спортивных сооружений. В 2016 году клуб получил разрешение на строительство, а уже в июне того же года стартовали подготовительные работы. Сначала построили футбольное поле с искусственным покрытием, коммуникации и дороги, административное здание с раздевалками и душевыми, а также парковку.
В 2020 году количество мест для зрителей было увеличено до 500. В дальнейшем рассматриваются варианты расширения трибун до 1,5 или до 5 тысяч мест и построение новых парковок.
5 августа 2020 года «Чернигов-Арена» попала в список стадионов, лицензированных Украинской ассоциацией футбола для проведения поединков Второй лиги чемпионата Украины.

## Использование
На стадионе проходили домашние матчи ФК «Чернигов» во время выступлений в Чемпионате Украины среди любителей, а с 2020 года — Второй лиги чемпионата Украины.
Кроме этого, черниговская «Десна» арендует «Чернигов-Арену» для игр своих команд U-21 и U-19.
На стадионе играют матчи чемпионата ДЮФЛУ команды спортшкол «Десна» и «Юность», чемпионата города Чернигова, чемпионата Черниговской области, чемпионат среди ветеранов, а также проводится ежегодные турниры «Кубок ЮСБ» и «Зимняя искра».
На «Чернигов-Арене» проводились матчи Высшей и Первой лиг Чемпионата Украины среди женских команд, проводили тренировки и товарищеские матчи.